# Solygia sulcatifrons
Solygia sulcatifrons är en bönsyrseart som beskrevs av Jean Guillaume Audinet Serville 1839. Solygia sulcatifrons ingår i släktet Solygia och familjen Mantidae. Inga underarter finns listade i Catalogue of Life.